# Jardin botanique de Saint-Triphon
Der Jardin botanique de Saint-Triphon ist ein privater und von nur einer Person betreuter botanischer Garten in Ollon, Kanton Waadt, im südlich des Genfer Sees liegenden Teil der Landschaft Chablais.

## Beschreibung

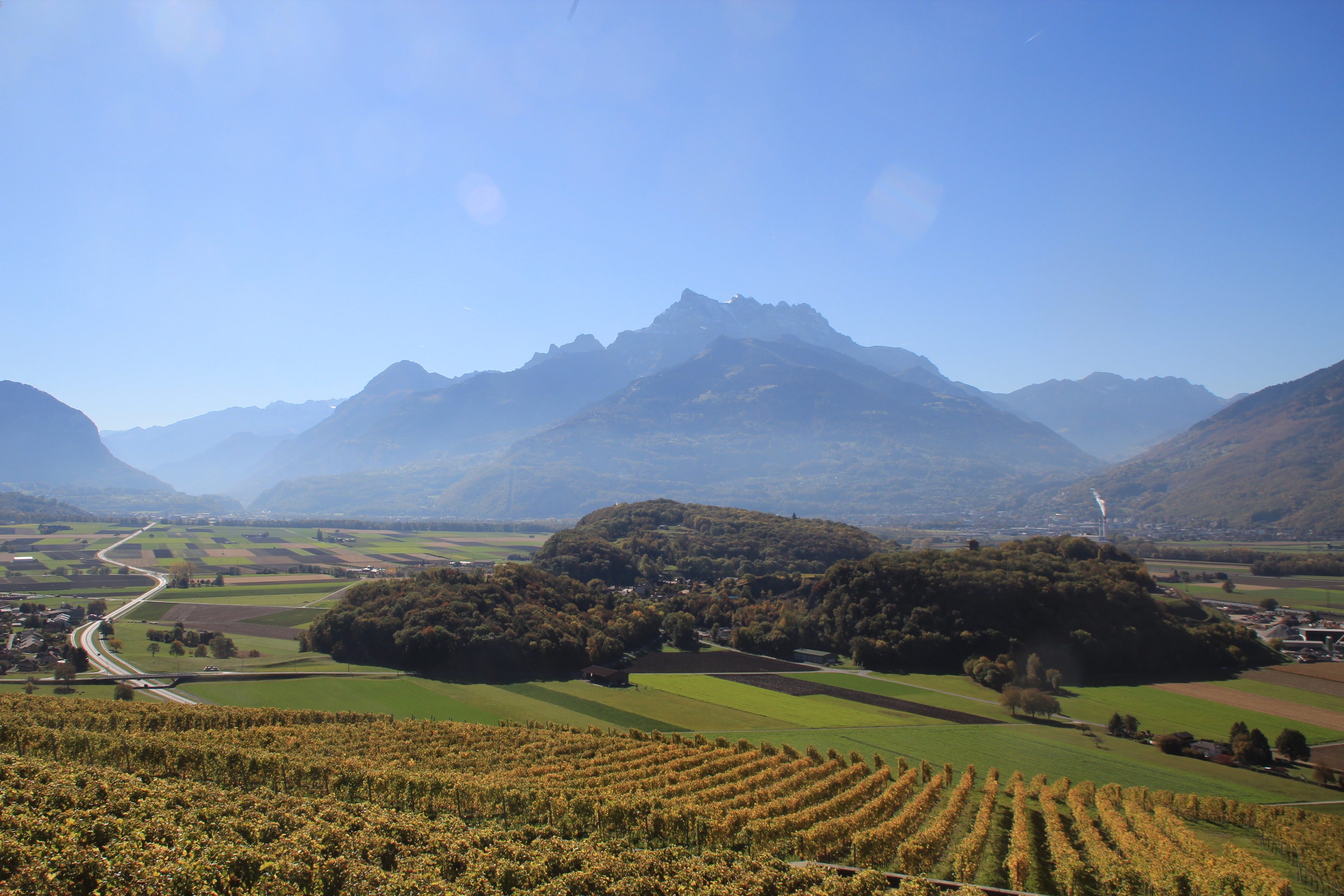
Blick auf den Hügel von St.-Triphon (im Vordergrund rechts)

Der seit 1972 angelegte und schliesslich 1975 öffentlich zugänglich gemachte botanische Garten erstreckt sich auf einem geneigten Randbereich des Hügels vom Dorf Saint-Triphon, das zur Gemeinde Ollon gehört. Der Höhenunterschied beträgt 20 Meter. Aus dem Gartenareal sind Blicke in die Ebene der Rhone und Aussichten auf die Alpenszenerie zu beiden Seiten der breiten Talebene möglich.
Die Gartenfläche umfasst ein zum Rhonetal fallendes Gelände von insgesamt 14.000 Quadratmetern. Innerhalb der Anlage befinden sich freiliegende Felsenflächen des aus Kalkstein bestehenden Hügels von Saint-Triphon sowie drei kleine Wasserflächen von insgesamt 180 Quadratmetern, ferner Wiesen und zahlreiche abgegrenzte Bereiche mit insgesamt mehreren Tausend Pflanzenarten. Schon vor der Anlage des botanischen Gartens gab es hier Bäume und zwischen den abgelegenen Felsen mit feuchten Spalten eine bemerkenswerte Pflanzenvielfalt.
Nahe dem Eingang steht ein Gebäude mit einer wissenschaftlichen Literatursammlung, die aus etwa 3000 Monografien besteht, sowie ein Kalthaus, das eine Kakteensammlung mit etwa 900 Exemplaren beherbergt. Auf einer der grösseren Felsenflächen ist ein Steingarten mit schmalen Wegen angelegt. Das milde Klima an der südwärts gerichteten Hanglage nahe der Ebene des Rhonetals begünstigt hier das Wachstum vieler, auch subtropisch beheimateter Pflanzen. Die Azidität des Bodens liegt bei pH 7 und begünstigt dadurch die Kultivierung von Pflanzen mit anspruchsvollen Standortbedingungen. Die Luftfeuchtigkeit im Gartenbereich ist meist sehr hoch, nur während der Föhnzeit nimmt sie ab. Trotzdem sind Niederschläge seltener und der Garten befindet sich in einer windarmen Lage.
Der botanische Garten unterhält mit vielen ähnlichen Einrichtungen einen fachlichen Kontakt. Saatgut nach seinem Index seminum wird mit etwa 70 botanischen Gärten im In- und Ausland ausgetauscht.

## Entwicklung und Zugänglichkeit
Die Anlage wird von seinem dort lebenden Eigentümer William Aviolat (geb. 1932) täglich gepflegt und fachlich betreut. William Aviolat hat diesen Garten mit eigenen Mitteln aufgebaut und begann damit noch während seiner Tätigkeit als Landschaftsgärtner in Pully. Diesen Beruf hatte er zuvor in Aigle erlernt. Für sein Projekt, wozu er bereits 1969 eine erste Parzelle hier aufkaufte, waren und sind wissenschaftliche sowie spirituelle Motive ausschlaggebend. Zu seinen selbstgesetzten Zielen gehört das Bestreben, alle in der Bibel benannten Pflanzen an diesem Ort zu kultivieren. Von Schweizer Journalisten wurde er als »Le jardinier du Seigneur« (deutsch: Der Gärtner des Herrn) bezeichnet, was sich gelegentlich in Publikationen niederschlägt.
Zum botanischen Garten gelangt man auf einen Seitenweg, der vom weiter aufwärts führenden Chemin du Lessus oberhalb des Dorfkerns abzweigt. Postalisch ist das Areal erreichbar über Chemin du Lessus 40 Saint Triphon, 1867 Ollon, CH.
Der botanische Garten von Saint-Triphon ist Mitglied der Vereinigung Hortus Botanicus Helveticus.